# Думешть (Хунедоара)
Думешть, Думешті (рум. Dumești) — село у повіті Хунедоара в Румунії. Входить до складу комуни Ворца.
Село розташоване на відстані 317 км на північний захід від Бухареста, 21 км на північний захід від Деви, 108 км на південний захід від Клуж-Напоки, 118 км на схід від Тімішоари.

## Населення
За даними перепису населення 2002 року у селі проживали 13 осіб, усі — румуни. Усі жителі села рідною мовою назвали румунську.